# Dia Dorim Noite Neon
Dia Dorim Noite Neon é o 16º álbum de estúdio do cantor e compositor Gilberto Gil, lançado em 1985.
Planejado para comemorar os 20 anos de carreira do cantor, o disco marcou a sua aproximação com as bandas de rock brasileiras que começavam a fazer sucesso na década de 1980. O seu olhar contou com participação especial de Herbert Vianna, que um ano depois seria seu parceiro em A Novidade. A letra de Roque Santeiro - o rock fazia referências a Lobão, Titãs, Paralamas do Sucesso e Ultraje a Rigor e Nos Barracos da Cidade, em parceria novamente com o produtor Liminha, o mesmo que compôs com Gil em Vamos Fugir, no ano anterior.
Dia Dorim é também, a começar pelo título, uma homenagem de Gil a Guimarães Rosa e seu clássico Grande Sertão: Veredas. A temática e a estética rosiana estão presentes sobretudo nas canções Casinha Feliz, Febril e Logos versus Logo.

## Faixas
| N.º | Título                                    | Compositor(es)                    | Duração |  |
| 1.  | "Minha ideologia, minha religião"         | Gilberto Gil                      | 00:25   |  |
| 2.  | "Nos barracos da cidade (Barracos)"       | Gilberto Gil e Liminha            | 04:07   |  |
| 3.  | "Roque santeiro - o rock"                 | Gilberto Gil                      | 03:55   |  |
| 4.  | "Seu olhar"                               | Gilberto Gil                      | 04:01   |  |
| 5.  | "Febril"                                  | Gilberto Gil                      | 03:38   |  |
| 6.  | "Touche pas à mon pote"                   | Gilberto Gil                      | 05:04   |  |
| 7.  | "Logos versus logo"                       | Gilberto Gil                      | 03:44   |  |
| 8.  | "Oração pela libertação da África do Sul" | Gilberto Gil                      | 03:31   |  |
| 9.  | "Clichê do clichê"                        | Gilberto Gil e Vinícius Cantuária | 04:18   |  |
| 10. | "Casinha feliz"                           | Gilberto Gil                      | 03:13   |  |
| 11. | "Duas luas"                               | Jorge Mautner                     | 03:32   |  |

## Músicos
- Celso Fonseca (guitarra)
- Jorjão Barreto (teclados)
- Repolho (percussão)
- Marçal (percussão)
- Pedro Gil (bateria)
- Téo Lima (bateria)
- Rubão Sabino (baixo)
- Zé Luís (saxofone)

## Ficha técnica
- Produção e direção artística: Liminha
- Mixagem: Vitor Farias e Liminha
- Assistente de estúdio: Tude Farias
- Assistente técnico: Ricardo Garcia
- Secretárias de produção: Flora Giordano e Teca Macedo
- Assistentes de produção: Artur Bello, Rosana e Fernando Rocha
- Corte: José Oswaldo Martins (RCA-SP)
- Fotos: Mário Luís Thompson
- Conceito de fotos: Wally Salomão e Flora Giordano
- Layout de capa: Gilson S. Lopes
- Arte: Gilson e Lidia Lopes
- Programação gráfica e visual: Showbrás / Gil Lopes